# Ursula von Rammung

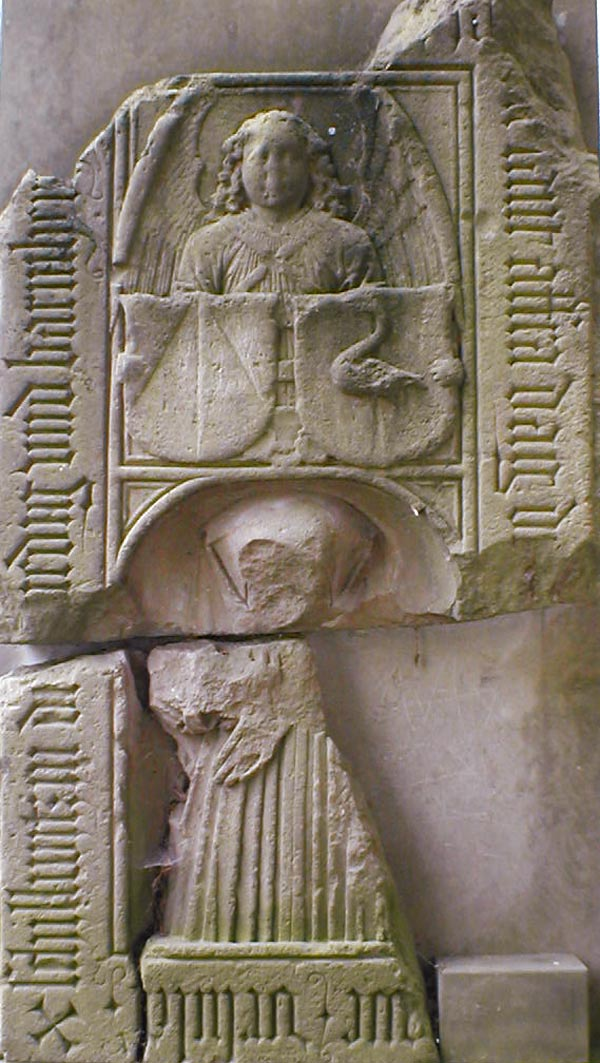
Grabstein der Ursula von Rammung in Daisbach

Ursula von Rammung (auch Ursula von Schülmitz, † 7. August 1502) war eine Dame des Kraichgauer Adels. Bei ihr handelt es sich wahrscheinlich um die mehrfach als Alte Orschel erwähnte Stifterin, auf die das Abendläuten in Hoffenheim zurückgeht und die den Ursenbacherhof samt nahem Orleswald dem Stift Sinsheim vermachte. Hof und Wald könnten nach ihr benannt sein. Fragmente ihres Grabsteins befinden sich bei der Kirche in Daisbach.

## Leben
Sie war die Tochter des Hans von Schülmitz und der Barbara von Gumppenberg, beides bayerische Adelsgeschlechter. Um das Jahr 1480 heiratete sie Matthias von Rammung, Neffe des gleichnamigen Speyerer Bischofs. Ihr Gatte wurde um 1458 wohl in Daisbach geboren und gehörte der Kraichgauer Ritterschaft an. 1478 erhielt er in Landau das Daisbacher Burglehen seines Vaters, das der römisch-deutsche König Maximilian I. 1494 erneuerte. Er war 1501 Gründer der selbstständigen Pfarrei in Daisbach. Der Ehe mit Matthias von Rammung entstammten vier Kinder: drei Töchter und der Sohn Siegfried, der am 1. Juni 1560 als Komtur und Statthalter des Johanniterordens in Heitersheim als letzter Vertreter der Herren von Rammung verstarb. Ursula verstarb 1502 und wurde in der Kirche in Daisbach vor dem Altar begraben. Ihr 1506 verstorbener Gatte fand neben ihr seine letzte Ruhestätte.

## Stiftungen der Alten Orschel
Gemäß einer überlieferten Sage geht das Abendläuten in Hoffenheim auf eine Stiftung der adeligen Frau Ursula aus Daisbach, genannt die „alte Orschel“, zurück. Diese habe sich im Wald verirrt und erst durch das Läuten der Hoffenheimer Kirchenglocken die Orientierung zurückerlangt. Die Stiftung bestand bis 1973. Die evangelische Kirchengemeinde in Hoffenheim erhielt für das Abendgeläut regelmäßige Zuwendungen der evangelischen Pflege Schönau, bevor man sich auf eine Ablösesumme von 561,75 DM (dem 25-fachen mittleren Jahresbetrag der zuvor getätigten Naturalzuwendungen) geeinigt hat. Ebenfalls die „alte Orschel“ soll es gewesen sein, die den Ursenbacherhof und den nahen Orleswald dem Stift Sinsheim gespendet haben soll. Hof und Wald sind möglicherweise auch nach ihr benannt.
Die Identifizierung der als „alte Orschel“ genannten Stifterin mit Ursula von Rammung ist wahrscheinlich, aber nicht zweifelsfrei. Alte Daisbacher Akten aus dem frühen 19. Jahrhundert bezeichnen die „alte Orschel“ als eine Angehörige der Familie Göler von Ravensburg, jedoch ist keine Ursula aus dem Geschlecht der Göler in Daisbach nachzuweisen. In den Daisbacher Kirchenbauakten des 18. Jahrhunderts wird die Stifterin zwar als eine von Rammung genannt, jedoch gleichzeitig als eine Äbtissin des Klosters Lobenfeld bezeichnet, wo keine solche Dame nachweisbar ist. So bleibt die in Daisbach bestattete Ursula von Rammung († 1502), Gattin des Ortsherren Matthias von Rammung, als glaubwürdigste Identifizierung der „alten Orschel“.

## Grabstein
Der Grabstein der Ursula von Rammung befand sich wie der ihres vier Jahre nach ihrem Tod an ihrer Seite bestatteten Gatten einst über den Grabgewölben vor dem Altar der alten Daisbacher Kirche. Das Allianzwappen Rammung-Schülmitz zierte einst auch den Taufstein sowie einen goldenen Abendmahlskelch. Aufgrund seiner Verärgerung über die Stiftung des Ursenbacherhofs an das Stift Sinsheim soll ein Herr Göler der plastischen Darstellung der Verstorbenen auf dem Grabstein einst die Nase abgetreten haben. Der Grabstein ging beim Kirchenneubau in Daisbach in den 1780er Jahren vorerst verloren, drei größere Fragmente wurden dann aber bei der Renovierung der neuen Kirche 1967/68 wiederaufgefunden.
Die Fragmente erlauben eine Rekonstruktion der Größe des Grabsteins: er war hochfrechteckig und hatte eine Höhe von ungefähr 180 bis 190 cm und eine Breite von ca. 91 cm. Der Stein wird von einer umlaufenden gotischen Minuskel gerahmt, die in der Standardformel jener Zeit die Tote (vrsvla schillmitzin) und ihr Sterbedatum (Anno domini MCCCCCII […] uff sant affra dag) benennt und sie mit Gnadenwünschen versieht. Die Inschrift ist auch urkundlich aus Zeiten überliefert, in denen sich der Grabstein noch in der Kirche befand, weswegen heute fehlende Teile rekonstruiert werden können. In der Mitte des Steins hält im oberen Drittel ein Engel das Allianzwappen Rammung-Schülmitz. Das Wappen der Rammung zeigt einen gespaltenen Schild mit aufsteigender Spitze, das der Schülmitz einen schreitenden Storch. Darunter ist die Verstorbene dargestellt.
Der Grabstein ist heute am Turm der Kirche in Daisbach aufgestellt.